# Jessica Wittner
Pour les articles homonymes, voir Wittner.
Jessica Wittner, lieutenant commander dans la U.S. Navy, est une astronaute américaine sélectionnée en 2021 au sein du groupe d'astronautes 23 de la NASA.

## Biographie
Jessica Wittner est originaire de Californie avec une carrière distinguée au service actif au sein de la U.S. Navy en tant qu'aviatrice navale et pilote d'essai. Elle est titulaire d'un Bachelor of Science en ingénierie aérospatiale de l'université de l'Arizona et d'un Master of Science en ingénierie aérospatiale de la Naval Postgraduate School. Wittner a été commissionné en tant qu'officier de marine dans le cadre d'un programme d'enrôlement d'officier et a servi de manière opérationnelle sur des avions F/A-18 avec le Strike Fighter Squadron 34 à Virginia Beach, en Virginie, et avec le Strike Fighter Squadron 151 (en) à Lemoore, en Californie. Diplômée de la United States Naval Test Pilot School, elle a également travaillé comme pilote d'essai et responsable de projet avec l'Air Test and Evaluation Squadron 31 (en) à China Lake, en Californie.